# 凯克豪斯鲁·沙帕吉·索拉布吉
凯克豪斯鲁·沙帕吉·索拉布吉（英語：Kaikhosru Shapurji Sorabji，1892年8月14日—1988年10月15日），原名利昂·达德利·索拉布吉（英語：Leon Dudley Sorabji）是一名英国作曲家、音乐评论家、钢琴家和作家。他是二十世纪最高产的钢琴作曲家之一，以他的乐器作品著称，包括七部钢琴交响曲，四部托卡塔，《循环》，100首超级技巧练习曲，《钢琴弹奏艺术》，六部钢琴奏鸣曲以及《为钢琴而作的夜曲“真境花园”》。
母亲是英国人，父亲是印度帕西人，索拉布吉从小便表现出与众不同的感觉。作为同性恋者，他与英国社会格格不入，因此受到私下教育，并且终身有隐居的倾向。索拉布吉不愿表演，他在1920年至1936年之间公开表演了他的一些作品，此后“禁止”他人表演他的音乐，直到1976年。由于那些年他的作品很少出版，因此他主要通过撰写论文和音乐评论留在公众视野中，其中心是他的著作《音乐周围》（英語：Around Music）和《它紧缩着我：一位马基雅维利主义音乐家的不道德感》（英語：Mi contra fa: The Immoralisings of a Machiavellian Musician）。1950年代，他从伦敦搬到多塞特郡的科夫城堡村，在那里安静地度过了大部分余生。
作为作曲家和钢琴家，索拉布吉基本上是自学成才的，他在职业生涯的早期就远离了当代音乐生活的主流。他发展了一种高度特质的音乐语言，扎根于像布索尼，德彪西和席曼诺夫斯基这些迥异的作曲家，他摒弃了大部分既定的和现代的曲目。他的音乐的特点是经常使用复节奏，复杂的调性和无调性元素并置以及丰富的装饰。他的许多作品在曲式方面采用了截然不同的方法，同时使用巴洛克音乐和无主题音乐的技法。他的音乐产出包括一百多首作品，从格言式乐曲到长达数小时的作品，大多数时候钢琴担任独奏或演奏重要的一部分，但他还为乐队，室内合奏团，风琴和其他乐器创作。这部分导致了索拉布吉被描述为像弗雷德里克·肖邦、弗兰茨·李斯特和夏尔-瓦朗坦·阿尔康这样的钢琴作曲家传统的继承人。

## 生平

### 早年
凯克豪斯鲁·沙帕吉·索拉布吉，原名利昂·达德利·索拉布吉，1892年8月14日生于埃塞克斯郡清福德（现位于大倫敦）。他的父亲，沙帕吉·索拉布吉，是一名来自印度孟买的帕西人土木工程师，生于1863年8月18日。他的母亲，马德琳·玛格丽特·玛蒂尔德·索拉布吉（婚前名为马德琳·玛蒂尔达·沃西；1866年8月13日 – 1959年5月5日），是英国人。有人说她是一名歌手、钢琴家和管风琴演奏家，但目前没有找到证据。他们于1892年2月18日结婚。
人们对索拉布吉的生平知之甚少，尤其是他早期的生活和音乐。从1910年代初期到1915年左右，他跟随查尔斯·阿瑟·特鲁学习音乐，大约在同时期他还在接受私下的教育。据记载，他很小就开始向母亲学习钢琴之后受到他母亲的朋友埃米莉·埃德罗夫-史密斯的帮助（但没有上课）。
索拉布吉生活的第一个重要线索是1913年开始的他和彼得·沃洛克的书信往来。至少部分由于沃洛克的影响，索拉布吉将重点从作曲转为音乐批评。 在这些信件中，他展示出与音乐家世界互动的极大兴趣，但这一态度在之后发生巨大变化。这类互动的第一个重要例子发生在1919年11月。索拉布吉将他的一些乐谱，包括他的第一钢琴奏鸣曲，寄给了欧内斯特·纽曼，而纽曼根本没有理睬。（其他的乐评人对复杂的乐谱望而生畏)。索拉布吉之后私下为费卢西奥·布索尼弹奏了这部作品，布索尼持保留意见，但仍为他写了一封推荐信，帮助他发表这部作品。
成为青少年后，索拉布吉对当时艺术音乐的发展产生了兴趣——勋伯格、斯克里亚宾、马勒和德彪西等人的的作品，而在当时的英国这些作曲家受到的关注微乎其微。这样的兴趣，加上他的种族，奠定了他局外人的身份。他和他的音乐有着反对者，但一些音乐家也欣然接受了他的作品：弗雷德里克·戴留斯1930年在广播上听到索拉布吉演奏他自己的作品《芳香花园：为独奏钢琴而作的音诗》（英語：Le jardin parfumé: Poem for Piano Solo）后给索拉布吉写了一封表示赞赏的信；瑞士裔法国钢琴家阿尔弗雷德·科尔托表达出演奏索拉布吉钢琴协奏曲的兴趣；而据记载，阿尔班·贝尔格也对索拉布吉的音乐产生了兴趣。
尽管索拉布吉在十九世纪二十年代于英国和海外表演了一些他的作品，他钢琴生涯最重要的阶段实则和苏格兰作曲家埃里克·奇泽姆有关。索拉布吉1930年4月1日为奇泽姆当代音乐推广协会首演了他的第四钢琴奏鸣曲，那是他们第一次相遇。在协会的音乐会上，索拉布吉演奏了一些他创作的音乐作品，这些作品至今仍是古典音乐中最长的作品之一：除了第四钢琴奏鸣曲，它还首演了《钢琴弹奏艺术》和第二钢琴托卡塔，表演了他的《夜曲“雅米”》（英語：Nocturne, "Jāmī"）。尽管在奇泽姆搬至南非之后他们的往来变得不那么频繁，1965年奇泽姆去世前两人一直是朋友。

### 禁令和隐居

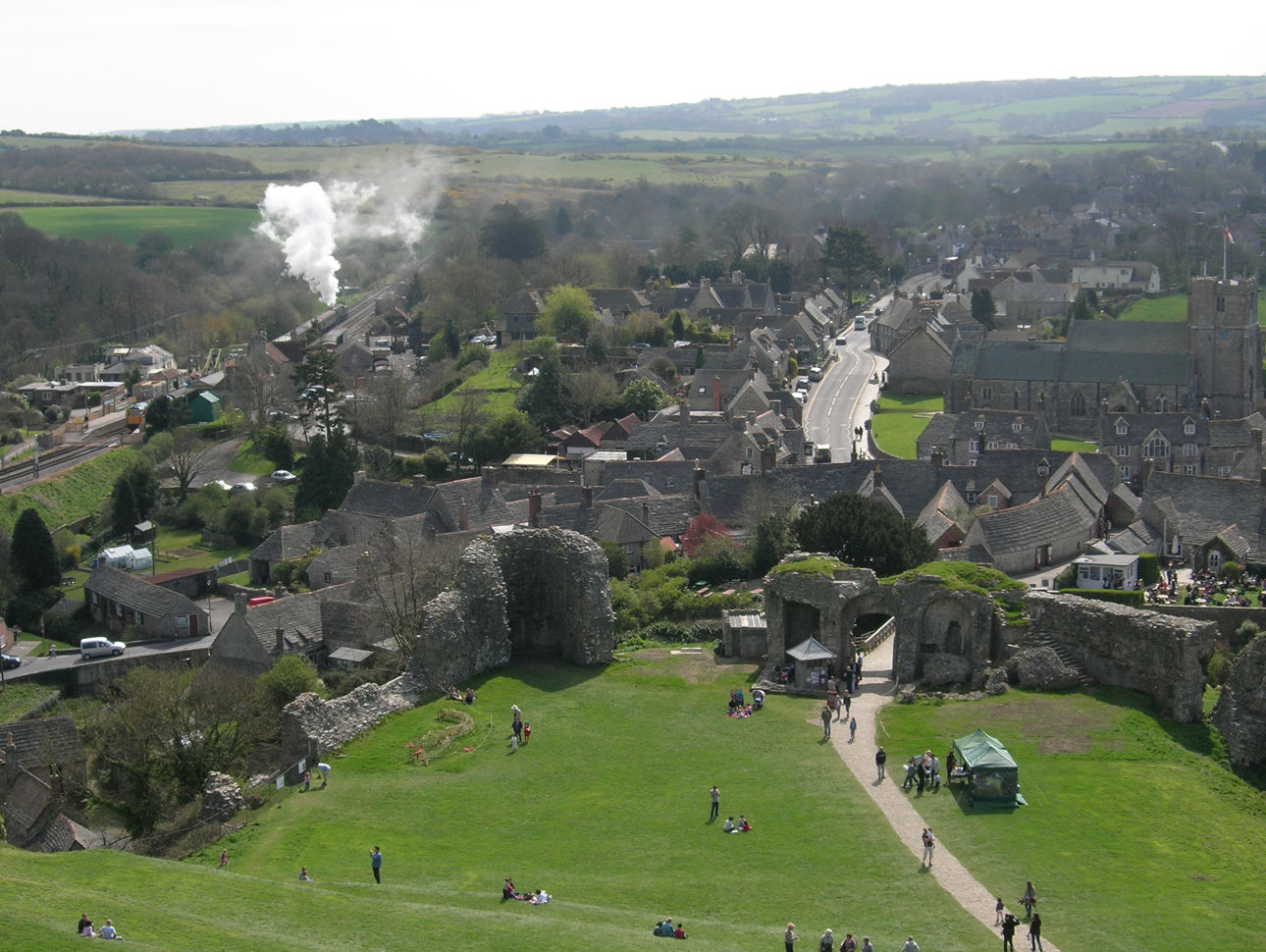
科夫城堡村，索拉布吉于20世纪50年代在此定居，过着基本与世隔绝的生活

1936年3月10日，钢琴演奏家约翰·托宾演奏了《钢琴弹奏艺术》中的Pars prima。这次表演十分勉强，因为比原定的速度慢了两倍。索拉布吉在结束之前就离开了，后来否认曾参加这次音乐会。1936年12月16日，他在格拉斯哥进行了他音乐的最后一次公开表演，他首演了他的第二钢琴托卡塔，此后一生都退出了音乐会平台。后来他禁止未经授权表演他的音乐，但尚不清楚禁令何时开始。保罗·拉波波特认为这可能是在1938年或1939年，但是索拉布吉首次宣布该禁令可追溯到1944年。尽管该禁令没有法律可执行性，但索拉布吉如此明确和果断地提出了禁令，以至于他实现了自己的目标。索拉布吉对其音乐的公开表演的态度转变通常归因于托宾的表演，但这种解释也被认为是简单化的。除了音乐评论家对他的作品的误导性评论，对他重要的人的死亡（布索尼，沃洛克和贝尔纳德·范·迪伦），西贝柳斯的沉默，席曼诺夫斯基风格的变化以及斯特拉文斯基和已故的勋伯格的成名，都成为了他做出将自己与音乐世界隔离的决定的催化剂。他父亲去世产生的财务影响也被认为是重要因素。
1951年，索拉布吉离开伦敦，1956年，他定居在“眼”，这是他在科夫城堡村为自己建造的房屋。这和他与音乐世界的远离类似。

### 他的作品的命运
从1936年开始，几位仰慕者试图说服索拉布吉录制《钢琴弹奏艺术》，但未成功。鉴于索拉布吉没有录制他的任何作品，而且自1931年以来都没有出版过，他的朋友和仰慕者开始担心他的作品的命运。弗兰克·霍利迪（1912–1997）发起了保存他的音乐和作品的最大胆的尝试，他于1937年与索拉布吉相识，并且是他近四十年最亲密的朋友。在1950年代初期，霍利迪组织呈现了一封信邀请索拉布吉录制自己的音乐。索拉布吉于1953年收到这封信，但尽管当时有121几尼的支票（略高于127英镑），他没有录制唱片。然而，霍利迪的坚持不懈和与索拉布吉的亲密关系确实改变了索拉布吉的态度，并在1962年至1968年间在索拉布吉的家中录制了几张唱片。霍利迪还协助WNCN于1970年播出了索拉布吉的音乐（未经索拉布吉同意而进行）。由于对索拉布吉的某些决定存在分歧，他们的友谊于1979年结束。
美国作家诺曼·皮埃尔·让蒂欧（英語：Norman Pierre Gentieu，1914–2009）提出了类似的建议，他是在第二次世界大战后通过阅读他的《围绕音乐》一书了解索拉布吉的。由于战后英格兰的资源短缺，让蒂欧给索拉布吉送去了一些补给，而他们的友谊之深似乎使他在接下来的四十年中继续这样做。在1950年代初期，让蒂欧向索拉布吉提出了要约，以支付他的主要钢琴作品的缩微胶卷的价格，并提供一些副本给选定的图书馆。他所有未出版的音乐手稿最终都被做成缩微胶卷了。让蒂欧还向索拉布吉发送了一个录音机来录制他的一些音乐，但是索拉布吉并未这样做。
拉波波特辩称，由于当时的英国版权法，索拉布吉不愿对其音乐进行商业录制的原因是担心失去对未来唱片录制的控制权。

### 禁令的结束
1969年11月，当时是伦敦皇家音乐学院学生的苏格兰作曲家阿利斯泰尔·欣顿在威斯敏斯特音乐图书馆寻找費爾南多·索爾的一些吉他作品的乐谱时发现了索拉布吉的音乐。欣顿在1972年3月给索拉布吉写了一封信，并于1972年8月21日在索拉布吉的家中第一次与他会面。他是索拉布吉生命中最后16年中最亲密的朋友。
由于欣顿对索拉布吉的作品感兴趣，自1968年以来就没有写过音乐的索拉布吉不仅恢复了创作，而且在1976年3月24日，他准许钢琴家扬蒂·所罗门在公众场合演奏他的作品（尽管据说迈克尔·哈伯曼较早获得了临时批准）。随后举行了几次独奏会，并制作了一部关于索拉布吉的电视纪录片，于1977年播出。其中的图像主要是他家的静止照片；唯一的镜头是索拉布吉向即将离去的摄制组挥手。
索拉布吉继续参加了另外两个电视节目：一个是在1979年，是作曲家弗朗西斯·乔治·斯科特诞辰一百周年；另一个是在1980年的BBC广播三台中，纪念尼古拉·梅特纳诞辰一百周年。前者虽然没有索拉布吉的任何镜头，但意义重大，因为这是与罗纳德·史蒂文森的第一次会面，索拉布吉了解史蒂文森的音乐和写作超过二十年。见面之后，索拉布吉写了《塔斯卡别墅》（義大利語：Villa Tasca），题献给史蒂文森。在进行这项工作时，索拉布吉得到了他的唯一委托；它来自让蒂欧，代表戴留斯协会的费城分会行事。 索拉布吉用《阿拉伯花纹面料》（義大利語：Il tessuto d'arabeschi，1979年）实现了这一目标。他的题献是“纪念戴留斯”，并为此获得了1000英镑（按当前汇率折合5096英镑）。

### 暮年
在生命的尽头，由于视力不佳和握笔困难，索拉布吉停止了作曲。1986年，他的健康状况严重恶化，迫使他不得不放弃住所，并在一家位于韦勒姆的医院度过了几个月的时间。1987年3月，他与他的同伴雷金纳德·诺曼·贝斯特（1909-1988）一起搬进了马莉·豪斯疗养院的两居室套房，这是位于温弗里斯·纽堡的一家私人疗养院，在那里他一直坐在轮椅上，并接受日常护理。1988年6月，他患中度中风，这给他留下了轻微的精神障碍。他于1988年10月15日下午7点后因心臟衰竭去世，享年96岁。他于同年10月24日在伯恩茅斯火葬场被火化，葬礼于同一天在科夫城堡教区教堂举行。
索拉布吉档案馆（最初称为索拉布吉音乐档案馆）由欣顿（索拉布吉作品的唯一继承人）于1988年创建，目的是传播对索拉布吉遗产的了解。他的音乐手稿遍布世界各地。

## 私人生活
很长一段时间以来，很难发现索拉布吉的许多生活细节，因为他非常私密。他几乎总是拒绝采访或提供信息，常常带有尖刻的讯息和不要再接近他的警告。这导致了许多误解，例如他住在城堡里，因为他住在多塞特郡的科夫城堡村。由于他有独立的财务能力，因此他可以与公众、评论家和对表演他的作品感兴趣的音乐家很从容地往来。索拉布吉在科夫城堡的住所“眼”在门口有一个标语，上面写着“不欢迎游客”。
索拉布吉是同性恋，在1920年代初期，他就此事咨询了英国心理学家兼性心理学作家哈维洛克·艾利斯。艾利斯对这个问题持前卫的看法，索拉布吉对他表示高度赞赏，并向他将他的第七钢琴协奏曲（Simorg-Anka）（1924年），以表感谢。尽管索拉布吉年轻时曾遭受种族骚扰，但他的同性恋身份给他带来了更大的麻烦。他曾写信给霍利迪，说他曾经被勒索过。
索拉布吉更改了他的名字来表明他对自己帕西后裔身份的强烈认同。他解释道：
也有人说我的名字，我的真实姓名，别人称呼我用的名字，不是我的真实姓名。嗯，一个人在正式接受某种宗教信仰之际，在洗礼之类的仪式上会得到一个真实的名字。在我有幸归属的我父亲的古老琐罗亚斯德帕西社区中，这个仪式通常像其他信仰一样在童年时期进行，或者由于特殊情况在以后的生活中举行。我以我现在的名字为准，或者用提及该法律文件的话来说“……按照帕西社区的习俗和传统，现在并将其称为……”，以下是我的名字。

### 和他父亲的关系
索拉布吉与父亲的关系似乎很紧张。虽然父亲有音乐修养，并资助出版了索拉布吉的几首作品（使其中14首作品在1921年至1931年期间出版），但他不希望儿子成为音乐家。据称，他还促成了他妻子歌唱事业的结束。
1896年，索拉布吉的父亲就已经回到了孟买，他在孟买对印度的工程和棉花机械工业等的发展起到了重要作用。虽然他在经济上支撑着家庭，但他大部分时间都在国外，并于1929年6月17日重婚娶了诺布拜·维斯沃纳塔·卡特卡（英語：Nobubai Visvonata Catcar）（又名巴布利拜·沙帕吉·索拉布吉（英語：Bablibai Shapurji Sorabji）），使索拉布吉和他的母亲蒙受了巨大的财产损失。1932年7月8日，他在德国巴特瑙海姆去世。同年，索拉布吉前往印度解决与父亲遗产有关的事宜，但除了从父亲于1914年设立的信托基金中得到一笔钱外，一无所获。尽管如此，这使他不必谋生，尽管他的生活方式是苦行僧式的。

### 宗教观点
早年，索拉布吉对神秘学产生了积极的兴趣——据拉波波特说，他是个神秘主义者，且他的许多早期作品中都有神秘学的题词。有一段时间，他是伦敦心理研究协会的成员。他对神秘主义如此感兴趣，甚至在1922年见到了阿莱斯特·克劳利，但索拉布吉认为这件事让他很失望，并使他把克劳利描述为“最无趣的呆狗”。他对神秘学的兴趣也使他与伯纳德·布罗米奇（1899-1957）建立了友谊，布罗马吉是一位英国神秘主义作家，也是内光兄弟会的秘密成员。他是索拉布吉二十年间最亲密的朋友之一，在1933年至1941年期间担任沙帕吉·索拉布吉信托基金的共同受托人，并为索拉布吉的《音乐周围》一书编制索引。他们的关系在1942年戛然而止。
索拉布吉早年对神秘学的关注后来消退，他对其他宗教的兴趣越来越大，尽管不知道他是否信奉任何宗教。他热衷于帕西文化，但在1932年访问印度后，他对帕西教失去了幻想。他只接受了琐罗亚斯德教的几个方面，晚年他对罗马天主教感兴趣，但他没有皈依。他一生中的大部分时间都在练习瑜伽，但不知道是哪个分支。

## 音乐

### 早期作品
虽然一直存在关于早期作品的猜测，但索拉布吉最早的已知（尽管已经失传）作品是1914年对戴留斯的管弦作品《夏日庭院》的扒谱。他的早期作品主要是钢琴奏鸣曲、歌曲和钢琴协奏曲。其中，第1-3号钢琴奏鸣曲（1919年；1920年；1922年）在创作上是最大胆、最重要的作品。它们的主要特点是使用了单乐章的形式和无主题性。对它们的主要批评是，它们缺乏风格上的一致性和有机形式。索拉布吉本人对他的早期作品也有很大程度上的负面评价，认为它们是衍生作品，缺乏凝聚力，后来他甚至考虑销毁许多手稿。

### 成熟作品和交响性思想
许多人都说索拉布吉是在《为钢琴而作的三首混成曲》（1922年）和《芳香花园：为独奏钢琴而作的音诗》（1923年）这两首作品（或只有后者）上达到了作曲上的成熟，但索拉布吉本人认为第一管风琴交响曲（1924年）是他的第一部成熟作品。这是他第一部巴洛克组织原则起重要作用的作品。这些和他早期的创作思想的结合，导致了他的“交响乐风格”的出现，这为他的大部分钢琴和管风琴交响曲提供了基础。第一个运用这种风格的建筑蓝图的作品是他的第四钢琴奏鸣曲（1928-29年）。它由三个部分组成：
- 一首“动机的织锦”。
- 一个装饰性的慢板乐章（标为夜曲）。
- 结尾的复合乐章，其中包括一个赋格曲[79]

索拉布吉交响性的第一乐章被贴上了“交响挂毯”和“一种纯音乐戏剧”的标签。它们的组织结构与他的第二、第三钢琴奏鸣曲以及第一管风琴交响曲的结尾乐章有关。有人说它们表面上是以赋格曲或奏鸣曲-快板式为基础的，但它们与这些形式的一般应用不同的是，主题的呈示和发展不是以传统的调性原则为指导的，而是以主题“为了争夺织体的主导而互相争斗”的方式为指导的，（音乐学家西蒙·约翰·亚伯拉罕斯语）。这些乐章可以持续90多分钟，而且它们的主题特征有很大的不同：他的第四钢琴奏鸣曲（1928-29年）的开头乐章引入了七个主题，而他的第二钢琴交响曲（1954年）则有六十四个主题。
夜曲一般被认为是索拉布吉最容易理解的作品之一，也是他最知名的作品；它们被哈伯曼描述为他最好的作品，被钢琴家弗雷德里克·乌伦描述为“也许……是他作为作曲家最个人化和最原创的贡献。”索拉布吉对他的第二交响曲“雅米”的描述让人对其组织结构有了深入的了解。在1942年的一封信中，索拉布吉将这首作品与他的《为钢琴而作的夜曲“真境花园”》相提并论，他后来写道，这部交响曲“自洽的质地依靠其自身内在的一致性和凝聚力，与主题或其他事项无关。”在这些作品中，旋律材料的处理是松散的，体现了它们的和声自由度；装饰性和织体模式占据了主要地位。由于强调非主题过程，他的夜曲被描述为“静态的”。其中的一些例子有The Garden of Iram、Anāhata Cakra和Symphonic Nocturne for Piano Alone。
索拉布吉的赋格曲，是他的作品中最无调性的，一般都遵循传统的方法。在一个主题和一到四个反主题的呈现之后，接下来是一个发展部分，主题（和反主题，特别是在早期的赋格曲中）通常以原形和反行、逆行和逆行反行的方式发展。乐章以一个密接和应继续，最后以一段以增强和线条变粗为和弦为特征的乐段结束。他的多主题赋格在每个主题上都重复了这种模式，并在最后一节结合了所有呈示的主题材料。这些赋格曲比他的大多数作品更保守，因为它们很少使用复节奏。它们可以包含多达六个主题，正是这些主题标志着索拉布吉的赋格曲与其他大多数赋格曲的不同。有些主题是他最非传统的旋律创作之一，缺乏大多数旋律所特有的频繁的方向变化；其他主题可能是有史以来最长的主题。这使一些人对它们要么持怀疑态度，要么加以批评。
索拉布吉成熟作品中的其他重要形式是托卡塔和变奏曲。后者与他的非管弦乐交响曲一起，是他最大胆的作品，并因其中表现出的想象力而受到称赞。《基于弥撒中的“神怒之日”的循环》（拉丁語：Sequentia cyclica super "Dies irae" ex Missa pro defunctis，1948-49年），是根据神怒之日原主题而写的一组变奏曲，由27个变奏组成，被一些人认为是他最伟大的作品。他的托卡塔在篇幅上比较小，以布索尼同名作品的结构为出发点。

### 晚期作品
早在1953年，索拉布吉就表现出对继续创作缺乏兴趣，当时他将自己的《基于弥撒中的“神怒之日”的循环》（1948-49年）描述为“他的钢琴作品的高潮和顶峰，而且很有可能是他最后的作品。”大约在1968年，索拉布吉发誓停止作曲，最终在Concertino non grosso for String Sextet with Piano obbligato quasi continuo（1968年）创作完成后就不再作曲了。
欣顿对索拉布吉恢复作曲活动起到了至关重要的作用。索拉布吉接下来的两首作品，Benedizione di San Francesco d'Assisi和Symphonia brevis for Piano写于1973年，即两人第一次见面的第二年，标志着索拉布吉“晚期风格”的开始，这种风格的特点是更薄的织体和更密集的惯用和声。

### 风格和启发

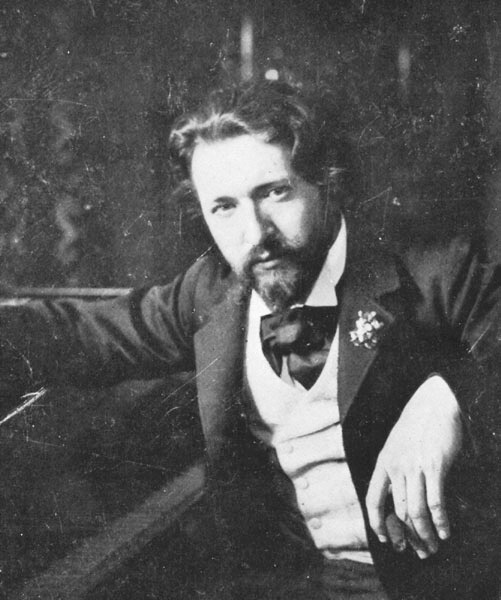
费卢西奥·布索尼，他对索拉布吉的音乐和著作产生了强烈的影响

索拉布吉早期受到的影响包括西里爾·斯科特、拉威尔、利奥·奥恩斯坦，尤其是斯克里亚宾。后来他对斯克里亚宾的批评更多，1919年遇到布索尼后，主要受后者的影响。他成熟的作品也受到阿尔康、德彪西、戈多夫斯基、雷格和席曼诺夫斯基的重大影响。
索拉布吉也受到了东方文化的影响。迈克尔·哈伯曼认为，这表现在以下几个方面：高度柔韧和不规则的节奏型、丰富的装饰性、即兴和永恒的感觉、频繁的复节奏手法以及他的一些作品的广阔维度。
宗教和数字等非音乐主题也影响了索拉布吉的音乐，他从各种来源获得灵感。他的第五钢琴奏鸣曲（Opus archimagicum）的灵感来自塔罗牌，他的Tāntrik Symphony for Piano Alone有七个乐章，以怛特罗密教和沙克达教瑜伽的身体中心为名。歌曲Benedizione di San Francesco d'Assisi设置了天主教的祝词文本。然而，索拉布吉并不意图将前两部作品标题化，他对试图在音乐中表现故事或意识形态的做法嗤之以鼻。尽管如此，他的一些作品还是被描述为标题音乐。
索拉布吉自称有西班牙-意大利-西西里的血统，他创作的各种作品都反映了对这些文化的热情，如Fantasia ispanica、Rosario d'arabeschi和Passeggiata veneziana sopra la Barcarola di Offenbach。这些都是具有地中海特色的作品，受启发于布索尼的第二挽歌、All'Italia以及伊萨克·阿尔贝尼斯、德彪西、恩里克·格拉纳多斯和李斯特的西班牙音乐。这些作品被认为属于他表面上更有技巧性、而音乐上不那么大胆的作品。

#### 和声、对位和曲式

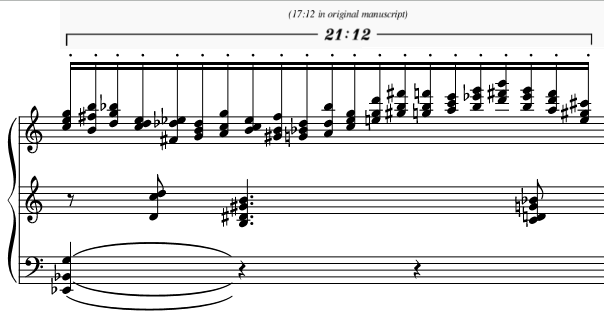
扒谱自索拉布吉的第六钢琴交响曲（Symphonia claviensis）的一段。注意延伸的和声和非传统的节奏划分

索拉布吉的对位法扎根于布索尼和雷格。受这些作曲家的影响，索拉布吉采用了各种巴洛克式的对位形式（众赞歌前奏曲、帕萨卡利亚舞曲、赋格等），但他拒绝了莫扎特和勃拉姆斯等作曲家音乐中的对称性和形式。索拉布吉对古典主义风格不屑一顾，主要是因为他认为古典主义风格限制了音乐材料，使之符合“现成的模子”，他的音乐思想更接近于巴洛克时代的音乐，而不是古典主义。
在索拉布吉的大部分音乐中，装饰性占据了突出的地位。他的和声语言经常结合了调性和无调性的元素，因此比许多其他作曲家的音乐更自由，也更不容易分析。和其他许多20世纪的作曲家一样，索拉布吉也表现出对增四度和半音关系的喜爱。例如，他的第四钢琴奏鸣曲的开头就强调了这两个音程，其第三乐章中的两个持续低音也相差一个增四度。然而，有人评论说，他的音乐很少包含通常与非常不和谐的音乐相关的张力。

### 创作过程和记谱法
由于索拉布吉的隐私意识，人们对他的创作过程知之甚少。其他人的说法是，他是随手创作，不修改作品，有人称他用瑜伽来聚集“创作能量”。然而，这些说法与索拉布吉本人的说法（以及他的一些音乐手稿）相矛盾，他事先对自己的创作进行周密的计划，并利用瑜伽来调节自己的思想。不过，他的写作速度极快，在他谱面上的签名中，模棱两可和前后矛盾的地方异常多。这些也是他的乐曲中最显著的特征之一，并促使人们将其与他的其他特征进行比较。欣顿提出了它们与索拉布吉的讲话之间的联系，他说：“他说话的速度总是快得几乎无法理解”，史蒂文森则说：“一句话可以包含两三种语言。”索拉布吉写给奇泽姆的几封信中反映了一种狂热的状态，这几封信为我们了解《钢琴弹奏艺术》的创作以及索拉布吉在创作音乐时的感受提供了独特的视角，说明了索拉布吉认为创作是非常令人振奋的。

### 钢琴演奏

#### 作为演奏家
索拉布吉的钢琴演奏能力一直是备受争议的话题。早期学琴后，他似乎是自学成才。在20世纪20年代和30年代，当他的作品首次出版，并在公开场合演奏其中一些作品时，人们对这些作品据称的不可弹奏性和他的钢琴演奏能力产生了争议。同时，有些人——特别是他最亲密的朋友——称他为一流的演奏家。从这种分歧推断，他既不马虎，也不是最高水平的演奏家。索拉布吉一再否认自己是职业钢琴家，始终把主要精力放在创作上；从1939年起，他不再经常练琴。他是一个不愿意表演的人，难以承受公开表演的压力。他在20世纪60年代为自己的一些作品录制的私人录音中，有很多与他的乐谱相差甚远的地方（虽然主要是由于他的不耐烦和对清晰准确的演奏不感兴趣）。有人以此认为，早期对他演奏的批评至少有一部分是合理的，一些最初的听众对他音乐的负面评价是他演奏中的缺陷造成的。

#### 作为作曲家
索拉布吉的许多作品都是为钢琴而写的，或者有重要的钢琴部分。他为钢琴创作的作品受到李斯特、阿尔康和戈多夫斯基等作曲家的影响，他被称为继承他们传统的作曲家-钢琴家，部分原因是他是20世纪最多产的钢琴作曲家之一。戈多夫斯基的影响尤其显著，特别是在复调和复节奏、复力度的运用上。这使得索拉布吉的键盘部分经常使用两条以上的五线谱，在他的第三管风琴交响曲（1949-53年）手稿的第124页达到了顶峰，该曲使用了11条音阶，并经常要求演奏者使用静音踏板。
索拉布吉的钢琴创作因其多样性和对钢琴音律的理解而受到一些人的称赞。他的钢琴创作方法是非打击性的，他强调自己的音乐是以人声来构思的。他曾将《钢琴弹奏艺术》描述为“一首巨大的歌曲”，杰弗里·道格拉斯·马奇说他的钢琴演奏与美声唱法有很多共同之处。索拉布吉曾经说过：“如果一个作曲家不会唱歌，一个作曲家就不会作曲。”
他的钢琴音乐——不仅仅是那些被指定为交响乐的——常常努力模仿钢琴以外的乐器的声音，这一点从乐谱标记中可以看出，如"quasi organo pieno"（像一架完整的管风琴）、"pizzicato"（拨弦）和 "quasi tuba con sordino"（像一只静音的大号）。在这方面，阿尔康是一个重要的灵感来源；索拉布吉很欣赏他的“管弦乐式的”钢琴写作，并受到他的钢琴独奏协奏曲和钢琴独奏交响曲的影响。

## 写作
作为一名作家，索拉布吉最著名的是他的音乐评论，其中大部分内容包含在《音乐周围》（1932年）和《它紧缩着我：一位马基雅维利主义音乐家的不道德感》（1947年）两本书中。他为英国各种涉及音乐的著名刊物撰稿，包括《新时代》、《新英格兰周报》、《音乐时报》和《音乐意见》。他对其中的一些文章进行了修改，并将它们收录到他的两本书中。他的著作还关注各种非音乐问题：除其他外，他是英国在印度统治的批评者，也是节育和合法堕胎的支持者。作为同性恋者，当时同性恋行为在英国是非法的，他在一生的大部分时间里都在撰写同性恋者所面临的生理和社会现实。
1914年，索拉布吉首次表示有兴趣成为一名音乐评论家，1924年，《新时代》发表了他写给编辑的一些信件后，他开始向该杂志投稿评论。到了1930年，索拉布吉对音乐会生活失去了幻想，并对留声机唱片产生了越来越浓厚的兴趣，他认为自己最终会没有任何理由参加音乐会。1945年，他不再提供定期的评论，只是偶尔在各种期刊的通讯专栏上投稿。虽然他早期的文章反映了对音乐世界的蔑视——从商人到表演者——但他后来的评论往往更详细，也不那么尖刻。
虽然索拉布吉在年轻时就被当时欧洲艺术音乐的最新发展所吸引，但他的音乐品味基本上是保守的。他特别喜欢晚期浪漫主义和印象派作曲家，如马勒、德彪西、梅特纳和戴留斯，他主要厌恶斯特拉文斯基，以及已故的勋伯格和欣德米特。他反对序列主义和十二音作曲，认为二者都是建立在人为的戒律基础上的，他甚至批评了勋伯格后期的调性作品和扒谱作品。他厌恶斯特拉文斯基音乐的节奏特点，以及他所认为的音乐的残暴性和缺乏旋律性。他认为斯特拉文斯基的新古典主义是缺乏想象力的表现。肖斯塔科维奇和福莱是索拉布吉最初谴责但后来欣赏的作曲家之一。
从索拉布吉的著作中也可以看出他对表演实践的态度，他的态度具有强烈的浪漫主义色彩（也就是说，是自由的）。他否定了像阿尔贝特·施韦泽这样的表演者，而赞扬埃贡·佩特里、旺达·兰多芙丝卡等人“再创造”音乐的能力。（他还鼓励对他的作品采取不那么直白的方式。）

## 遗产

### 评价
对索拉布吉音乐的评价差异很大。有些人，如钢琴家约翰·奥格登和管风琴家凯文·鲍耶，说他可以与巴赫、贝多芬、肖邦和梅西安等作曲家相媲美，而另一些人则全盘否定他。对索拉布吉音乐的音乐会的评论也同样褒贬不一，有的评论家把他提升到德彪西等人物的行列，有的评论家则认为他的音乐是空洞的。
钢琴家和作曲家乔纳森·鲍威尔写道，索拉布吉“有不同寻常的能力，能把不相干的东西结合起来，并创造出令人惊讶的连贯性”。亚伯拉罕斯认为，索拉布吉的音乐作品表现出巨大的“多样性和想象力”，并且能够“发展出独特的个人风格，并在他选择的任何规模上自由运用”。鲍耶将索拉布吉的管风琴作品与梅西安的作品并列为“二十世纪天才之作”。
其他人则表达了更多的负面情绪。英国钢琴家伊恩·佩斯将索拉布吉的音乐描述为“一个巨大的自我，完全没有意识到其粉碎性的平庸”。音乐评论家安德鲁·克莱门茨称索拉布吉是“只是20世纪英国一个古怪的人……他的才华永远与（他的）音乐野心不相称”。音乐记者马克斯·哈里森在对拉波波特的Sorabji: A Critical Celebration一书的评论中，对索拉布吉的作曲、钢琴演奏、音乐评论和个人行为进行了严厉的批评，并暗示“除了几个亲密的朋友，没有人关心他”。
索拉布吉的孤立和有时导致的缺乏与音乐界的互动甚至被他的仰慕者批评。他的著作也引起了很大的分歧，有些人认为他的作品具有深刻的洞察力和启发性，而另一些人则认为他的作品具有误导性。

### 创新
索拉布吉被描述为一位保守的作曲家，他形成了一种融合了各种影响的高度独特的风格。即使如此，他与更多的前卫作曲家之间也有相似之处。乌伦认为索拉布吉的100首超级技巧练习曲（1940-44年）可以被视为“像利盖蒂、芬尼西或芬尼豪赫的钢琴音乐的预兆”的作品，尽管他提醒不要过分夸大这一点。索拉布吉的一些作品甚至被描述为南卡罗音乐的先驱。哈伯曼认为，“（索拉布吉夜曲中）括号内的节奏结构比梅西安和施托克豪森的复杂节奏还要早。”哈伯曼还认为，索拉布吉将调性和无调性融合成一种不同的方法来处理和声之间的关系，是一种重大的创新。